# Celaetycheus
Genre
Celaetycheus est un genre d'araignées aranéomorphes de la famille des Ctenidae.

## Distribution
Les espèces de ce genre sont endémiques de Bahia au Brésil,.

## Liste des espèces
Selon World Spider Catalog (version 17.0, 24/05/2016) :
- Celaetycheus abara Polotow & Brescovit, 2013
- Celaetycheus aberem Polotow & Brescovit, 2013
- Celaetycheus acaraje Polotow & Brescovit, 2013
- Celaetycheus beiju Polotow & Brescovit, 2013
- Celaetycheus bobo Polotow & Brescovit, 2013
- Celaetycheus caruru Polotow & Brescovit, 2013
- Celaetycheus flavostriatus Simon, 1897
- Celaetycheus moqueca Polotow & Brescovit, 2013
- Celaetycheus mungunza Polotow & Brescovit, 2013
- Celaetycheus vatapa Polotow & Brescovit, 2013

## Publication originale
- Simon, 1897 : Histoire naturelle des araignées. Paris, vol. 2, p. 1-192 (texte intégral).